# Internationale Filmfestspiele Berlin 1967
Die Internationalen Filmfestspiele Berlin 1967 fanden vom 23. Juni bis zum 4. Juli 1967 statt.
Die Berlinale stand im Schatten der ersten Studentenunruhen nach der Demonstration am 2. Juni 1967 in West-Berlin gegen den Schah, bei der  der Student Benno Ohnesorg erschossen wurde, und des Sechstagekrieges zwischen Israel und seinen Nachbarn. Die Berliner Festspiele waren im Laufe des Jahres 1966 in eine GmbH umgewandelt worden, und so startete die Berlinale 1967 erstmals entstaatlicht. Man hatte sich erhofft, dass es gelingen würde, so sozialistische Staaten einzuladen, was dennoch misslang. Lediglich Jugoslawien, bereits seit den 1950er Jahren Gast des Festivals, folgte der Einladung.

## Wettbewerb
Im offiziellen Wettbewerb wurden folgende Filme gezeigt:
| Filmtitel                         | Regisseur              | Produktionsland   | Darsteller (Auswahl)                                 |
| Alle Jahre wieder                 | Ulrich Schamoni        | Deutschland       | Ulla Jacobsson, Sabine Sinjen, Hans-Dieter Schwarze  |
| Der alte Mann und das Kind        | Claude Berri           | Frankreich        | Michel Simon                                         |
| Le Départ                         | Jerzy Skolimowski      | Belgien           | Jean-Pierre Léaud                                    |
| Drei Gesichter der Liebe          | Noboru Nakamura        | Japan             |                                                      |
| Das Erwachen der Ratten           | Zivojin Pavlovic       | Jugoslawien       |                                                      |
| Il fischio al naso                | Ugo Tognazzi           | Italien           | Ugo Tognazzi                                         |
| Flüsternde Wände                  | Bryan Forbes           | Großbritannien    | Edith Evans                                          |
| Die Geschichte von Barbara        | Palle Kjærulff-Schmidt | Dänemark          |                                                      |
| Das Gesicht der Medusa            | Nikos Koundouros       | Griechenland, USA |                                                      |
| Hier hast du dein Leben           | Jan Troell             | Schweden          | Eddie Axberg, Per Oscarsson                          |
| Illusion – Ein Gangstermädchen    | Frans Weisz            | Niederlande       |                                                      |
| Los, laß uns mal verrückt spielen | Jan Halldoff           | Schweden          |                                                      |
| Das Mädchen Liv                   | Pål Løkkeberg          | Norwegen          |                                                      |
| Die Mauer                         | Serge Roullet          | Frankreich        |                                                      |
| La notte pazza del conigliaccio   | Alfredo Angeli         | Italien           | Sandra Milo                                          |
| Paranoia                          | Adriaan Ditvoorst      | Niederlande       |                                                      |
| Die Sammlerin                     | Éric Rohmer            | Frankreich        | Patrick Bauchau, Haydée Politoff                     |
| Tätowierung                       | Johannes Schaaf        | Deutschland       | Helga Anders, Christof Wackernagel, Rosemarie Fendel |
| Der Traum                         | Mladomir Đorđević      | Jugoslawien       |                                                      |

## Internationale Jury
Der Brite Thorold Dickinson war in diesem Jahr Jury-Präsident. Er stand folgender Jury vor:
Michel Aubriant (Frankreich), Manfred Delling (Deutschland), Rüdiger von Hirschberg (Deutschland), Sashadhar Mukerjee (Indien), Aleksander Petrovic (Jugoslawien), Knud Leif Thomsen (Dänemark) und Willard Van Dyke (USA).

## Preisträger
- Goldener Bär: Le Départ
- Silberne Bären:
  - Zivojin Pavlovic (Beste Regie)
  - Michel Simon in Der alte Mann und das Kind (Bester Darsteller)
  - Edith Evans in Flüsternde Wände (Beste Darstellerin)
  - Die Sammlerin (Sonderpreis der Jury)
  - Michael Lentz für die Idee und das Drehbuch zu Alle Jahre wieder (Sonderpreis der Jury)

## Weitere Preise
- Goldener Bär (Kurzfilm): Through the Eyes of a Painter von M. F. Hussain
- Silberner Bär (Kurzfilm): Flea Ceoil von Louis Marcus
- FIPRESCI-Preis: Alle Jahre wieder
- Interfilm Award: Hier hast du dein Leben und Der alte Mann und das Kind